# Назаровская (Устьянский район)
Назаровская — деревня в Устьянском районе Архангельской области.

## География
Находится в южной части Архангельской области на расстоянии приблизительно 82 км на восток-северо-восток по прямой от административного центра района поселка Октябрьский на левом берегу реки Устья.

## История
В 1834 году здесь (деревня Вельского уезда Бестужевского волостного правления Вологодской губернии) было учтено 11 дворов, население 103 человека (56 мужского пола, 47 женского пола).
В 1859 году здесь (деревня Вельского уезда Вологодской губернии) было учтено 20 дворов. Население 142 человека (68 мужского пола, 74 женского пола)
До 2022 года входила в Дмитриевское сельское поселение до его упразднения.

## Население
Численность населения: 142 человека (1859 год), 12 (русские 84 %) в 2002 году, 11 в 2010.